# Кізін Сидір Васильович
Сидір Васильович Кізін (нар. 15 листопада 1975, Львів) — український адвокат і політик, колишній голова Житомирської обласної державної адміністрації (2 березня — 22 липня 2014).

## Біографія
З 1982 р. по 1991 р. навчався в СШ № 23 м. Житомира.
У 1992 закінчив Львівську СШ № 76 імені Василя Стуса.
Брав участь у національному відродженні кінця 1980 — початку 1990-х років на Житомирщині, відвідував зібрання Товариства української мови ім. Шевченка, брав участь у таких акціях як «Ланцюг єднання», студентське голодування 1990 року в Києві.
З 1992 по 1998 навчався на юридичному факультеті Львівського національного університету ім. І.Франка, здобув кваліфікацію юриста.
3 1994 працював на різних посадах в районному суді.
З 1996 — в Управлінні юстиції.
З 1998 до 2002 років працював у Державній комісії з цінних паперів та фондового ринку на посаді помічника голови Державної комісії з цінних паперів та фондового ринку (ДКЦПФР), заступника начальника юридичного управління ДКЦПФР.
З 2002 року — у приватній юридичній практиці. Отримав свідоцтво на право зайняття адвокатською діяльністю. Член Житомирської обласної колегії адвокатури. Був одним із співзасновників юридичної компанії "Портнов та партнери", з котрої вийшов у 2003 році.
З 2003–2007 — партнер юридичної фірми «Кізін, Чібісов та партнери».
З 2007 року і по даний час є партнером адвокатського об'єднання «Бондарчук, Кізін та партнери».
Від 2 березня до 22 липня 2014 року працював на посаді голови Житомирської ОДА.
У 2015- 2020 роках обраний депутатом Житомирської обласної ради. Очолював депутатську комісію з питань регламенту, депутатської діяльності, місцевого самоврядування, законності, правопорядку та антикорупційної діяльності.

## Членство в українських та міжнародних професійних асоціаціях
З 2002 року — член Житомирської обласної колегії адвокатури.
З 2006 року — Європейська бізнес асоціація (EBA).
3 2007 року — член Українсько-американської асоціації адвокатів (UABA).

## Громадська та політична діяльність
З 2008 р. — один із співзасновників Громадської організації «Люстрація», від 2009 р. є членом ВО "Свобода", де одразу обійняв посаду заступника керівника юридичного управління. Від лютого 2010 року стає головою Житомирської обласної організації ВО "Свобода". Учасник резонансних судових процесів в якості адвоката політв'язнів, опозиційних журналістів, громадських активістів, як то: Олена Білозерська, пошкодження пам'ятника Леніну в Києві 2009 року групою націоналістів, пошкодження пам'ятника Сталіну в Запоріжжі тощо.
В 2010 році представляв онука лідера ОУН Степана Бандери у справі про скасування Указу Президента "Про присвоєння Степану Бандері звання «Герой України» у Донецькому адміністративному суді та Вищому Адміністративному Суді України.
В лютому 2011 року брав участь у дострокових виборах до Житомирської обласної ради в 41 виборчому окрузі (частина Червоноармійського району), де посів третє місце.
В 2012 році був висунутий як узгоджений кандидат від низки опозиційних сил (ВО «Свобода», ВО «Батьківщина», Фронт Змін, Громадянська позиція та ін.) по округу № 67 (частина Богунського району міста Житомира, Житомирський, Любарський, Романівський, Чуднівський райони) на Виборах до Верховної Ради України 2012.
Брав активну участь у Революції Гідності, як адвокат безкоштовно захищав десятки активістів Майдану, затриманих за участь у акціях протесту.
2 березня 2014 виконувач обов'язків президента України Олександр Турчинов призначив на посаду голови Житомирської обласної державної адміністрації. 22 липня того ж року звільнений з посади президентом Петром Порошенком
У квітні 2014 брав участь у відкритті пам'ятника Омеляну Сенику та Миколі Сціборському споруджений за кошти ВО «Свобода».
Після вибуху бойової гранати під стінами Верховної Ради 31 серпня 2015 року, внаслідок якого загинуло троє бійців Національної гвардії України, став адвокатом п'ятьох підозрюваних у скоєнні цього злочину. Зокрема захищає в суді народного депутата України сьомого скликання від ВО «Свобода» Юрія Сиротюка, а також Віктора Бурлика. Також в іншому процесі захищав Ігора Гуменюка.
У 2015 році балатувався на посаду мера міста Житомира. Зайняв 3 місце.
У 2015 році обраний депутатом Житомирської обласної ради. Голова постійної Комісії із законності, регламенту, місцевого самоврядування.
У березні 2018 року захищав в Печерському райсуді м. Києва голову Держкіно України Пилипа Іллєнка у справі про адміністративне правопорушення, ініційованій НАЗК.

## Родина
Одружений (з 2008 р.). Дружина — Кізіна Маріанна Романівна 1984 р.н.[джерело?]
Діти: сини Устим 2008 р.н., Лев 2014 р.н. та Платон 2017 р.н.